# Список обвиняемых Международного трибунала по Руанде
Список обвиняемых Международного трибунала по Руанде включал в себя 93 высокопоставленных государственных деятелей Руанды, которые так или иначе были ответственны за геноцид тутси в 1994 году. Также обвиняемыми трибунала были пропагандисты, призывавшие к осуществлению геноцида.
Порядок задержаний лиц определяла принятая 27 февраля резолюция СБ ООН 978.
Первый судебный процесс (по делу Жан-Поля Акайесу) начался 9 января 1997 года.

## Список
| Имя                    | Задержан(а)                       | Обвинение предъявлено | Передан(а) в МТР | Текущий статус | ОЗ     |
| ---------------------- | --------------------------------- | --------------------- | ---------------- | --- | ------ |
| Жан-Поль Акайесу       | 10 октября 1995                   | 13 февраля 1996       | 26 мая 1996      | Отбывает пожизненное заключение. Приговорён 2 сентября 1998. | [ 2 ]  |
| Теонест Багосора       | 9 марта 1996                      | 10 августа 1996       | январь 1997      | 18 декабря 2008 был приговорён к пожизненному заключению. Скончался в тюрьме 25 сентября 2021.                                                                                        | [ 3 ]  |
| Огюстен Бизимунгу      | август 2002                       | 25 сентября 2002      | 15 августа 2002  | 17 мая 2011 был приговорён к 30 годам лишения свободы. | [ 4 ]  |
| Полин Нйирамасухуко    | 18 июня 1997                      | 29 мая 1997           | 1 марта 2001     | Отбывает пожизненное заключение. Приговорена 24 июня 2011. | [ 5 ]  |
| Жан Камбанда           | 18 июля 1997                      | 16 октября 1997       | 5 сентября 1997  | Отбывает пожизненное заключение. Приговорён 4 сентября 1998. | [ 6 ]  |
| Жорж Руджу             | 23 июля 1997                      | 9 октября 1997        | 18 декабря 1998  | 1 июня 2000 года был приговорён к 12 годам лишения свободы. Выпущен на свободу досрочно 21 апреля 2009.                                                                               | [ 7 ]  |
| Огюстен Нгирабатваре   | 17 сентября 2007                  | 27 сентября 1999      | 8 октября 2008   | 20 декабря 2012 приговорён к 35 годам лишения свободы. Его дело стало последним рассмотренным судебной палатой МТР. 18 декабря 2014 года срок сокращён до 30 лет по итогам апелляции. | [ 8 ]  |
| Мишель Багарагаза      | 2005 (явился с повинной)          | 1 декабря 2006        | 2005             | 17 ноября 2009 приговорён к 8 годам лишения свободы. Выпущен на свободу 5 мая 2016 года                                                                                               | [ 9 ]  |
| Огюстен Бизимана       | Скрывался                         | 21 ноября 2001        |                  | Умер в августе 2000 года. Тело было обнаружено в мае 2020 года. Дело прекращено | [ 10 ] |
| Джордж Рутаганда       | 10 октября 1995                   | 13 февраля 1996       | 26 мая 1996      | 6 декабря 1999 был приговорён к пожизненному заключению. Скончался в тюрьме 11 октября 2010 года.                                                                                     | [ 11 ] |
| Саймон Бикинди         | конец 2001                        | 15 июня 2002          | 27 марта 2002    | 2 декабря 2008 был приговорён к 15 годам лишения свободы. Скончался в тюрьме в сентябре 2018 года.                                                                                    | [ 12 ] |
| Сильвестр Гакумбитси   | июнь 2001                         | 20 июня 2001          | неизвестно       | 17 июня 2004 был приговорён к пожизненному заключению. По итогам апелляции, 7 июля 2006 приговор был изменён на 30 лет лишения свободы.                                               | [ 13 ] |
| Жан-Баптист Гатете     | 11 сентября 2002                  | 10 мая 2005           | 13 сентября 2002 | В марте 2011 был приговорён к пожизненному заключению. 9 октября 2012 срок был заменён на 40 лет лишения свободы.                                                                     | [ 14 ] |
| Альфред Мусема         | 11 февраля 1995                   | 29 апреля 1999        | 20 мая 1997      | Отбывает пожизненное заключение. Приговорён 27 января 2000 года. | [ 15 ] |
| Грегуар Ндахимана      | 11 августа 2009                   | 10 июня 2001          | 20 сентября 2009 | 30 декабря 2011 приговорён к 25 годам лишения свободы. | [ 16 ] |
| Жювенваль Калиджиджели | июнь 1998                         | 25 января 2001        | неизвестно       | 1 декабря 2003 был приговорён к пожизненному заключению. 25 мая 2005 апелляционная палата трибунала сократила срок до 45 лет                                                          | [ 17 ] |
| Франсуа Карера         | неизвестно                        | 8 июня 2001           | неизвестно       | Отбывает пожизненное заключение. Приговорён 7 декабря 2007 года. | [ 18 ] |
| Калликст Калиманзира   | 8 ноября 2005 (явился с повинной) | 21 июля 2005          |                  | 22 июня 2009 был приговорён к 30 годам лишения свободы. В октябре 2010 года срок был сокращён до 25 лет. Умер в тюрьме 1 октября 2015.                                                | [ 19 ] |